# Les Fleurs du Mal (Therion-Album)
Les Fleurs du Mal ist das 14. Studioalbum der schwedischen Symphonic-Metal-Band Therion, welches 2012 anlässlich des 25-jährigen Jubiläums der Bandgründung als Nachfolger des Albums Sitra Ahra erschien. Es besteht ausschließlich aus Coverversionen französischer Chansons der 1960er- und 1970er-Jahre. Der Albumtitel ist angelehnt an das gleichnamige Werk Les Fleurs du Mal von Charles Baudelaire.

## Beschreibung
Das Album stellt in mehrerer Hinsicht eine Besonderheit in der Geschichte von Therion dar. So ist es das erste Studioalbum, welches ausschließlich aus Coverversionen besteht und vollständig in einer anderen Sprache als Englisch gesungen wird, sowie das erste Album seit dem 1996 veröffentlichten Album Theli, welches nicht vom Label Nuclear Blast veröffentlicht wurde. Letzteres ergab sich aus dem Umstand, dass Nuclear Blast bei der Finanzierung eines solch gewagten Albums kein Risiko eingehen wollte. Bandleader Christofer Johnsson, welcher überhaupt erst die Idee zu dem Album hatte, entschloss sich daraufhin, einen Kredit aufzunehmen und die Produktion selber zu bezahlen. Laut eigener Aussagen benötigte er dabei allein für die Aufnahme und Produktion der CD 75.000 Euro. Er hoffe jedoch auf möglichst viele Direktverkäufe während der Flowers-of-Evil-Tour und rechnete dabei vor, dass der Verkauf im Selbstverlag rund zehnmal so viel Gewinn abwirft wie über ein Label. Neben diesem Direktverkauf erschien das Album aber auch im normalen Ladenverkauf sowie dem heutzutage üblichen Verkauf über Online-Musikdienste. Das Album wird nebst der normalen Version noch als limitierte Spezialedition als Digipak verkauft, auf welcher sich ein Bonustitel namens Les sucettes befindet.
Die Coverversionen beruhen alle auf französischen Liedern, die vor allem dem Chanson und der Popmusik angehören. Bei der Neuinterpretation wurde die für die Band typischen Elemente des Symphonic Metal eingebracht, so wirkt auch bei diesem Album ein laut Beiheft 20-köpfiges Orchester mit. Durch die Originalversionen vorgegeben, tragen die Lieder eine für Therion untypisch kurze Länge von lediglich 2 Minuten 14 Sekunden bis 4 Minuten 31 Sekunden zwischen dem kürzesten und längsten Stück.

### Cover, Beiheft und CD-Design
Das gesamte Artwork der CD beruht auf zahlreichen Bildern des italienischen Künstlers Saturno Buttò und der für ihn typischen, von sakraler und sadomasochistischer Erotik geprägten Motive.
Das Cover zeigt drei mehrheitlich entblößte Frauen, welche jede auf eine andere Art Verletzungen mit sich tragen. So hält die Frau links im Bild ein Rasiermesser in der Hand, während ihre Oberschenkel von Schnittwunden gekennzeichnet sind, die mittlere hält zwei Rosen in ihren Händen, während aus Stichen auf ihren Unterarmen Blut läuft und die Frau rechts mit Pfeilen durch Brust und Kopf dargestellt wird. Eine zusätzliche Provokation ergibt sich daraus, dass alle drei Frauen einen Heiligenschein tragen.
Im Beiheft zeigen einige Bilder Praktiken aus der BDSM-Szene, andere eine Frau mit Ziegenhörnern. Letzteres wird häufig zur Darstellung des Teufels verwendet. Mit nur sechs Liedtexten enthält das Beiheft weniger als die Hälfte aller Texte des Albums. Es endet mit der Auflistung der Mitwirkenden sowie einigen Danksagungen der Band. Die Tatsache, dass bei dieser auch Nuclear Blast genannt werden, lässt darauf schließen, dass das Verhältnis zwischen Band und Plattenlabel weiterhin in Ordnung ist, verbreitete sich doch vereinzelt das Gerücht, das Label hätte sich von der Band getrennt. Die Rückseite des Beihefts zeigt eine auf einem Bett sitzende nackte Frau, welche hinter ihrem Rücken ein Bild hält, welches das astronomische Symbol des Saturn zeigt. Dasselbe Foto von der nackten Frau mit dem Bild ziert derzeit auch den Hintergrund der offiziellen Therion-Homepage. Durch die vergrößerte Darstellung auf der Homepage im Gegensatz zur Booklet lässt sich erkennen, dass der Querbalken des Saturn-Symbols selber aus dem Wort Saturn besteht.
Die CD selber ist schlicht in den Farben schwarz und grau gehalten und zeigt ein für die Band typisches Symbol eines 11-eckigen Stern. Dieses auch als Hendekagramm bezeichnete Symbol verwandte die Band bereits unter anderem auf dem Cover zahlreicher Alben wie Theli, Lucid Dreaming, Vovin oder Secret of the Runes.
Die limitierte Spezialedition hat ihr eigenes Beiheft, dass sich von der normalen Edition in Cover und Rückseite unterscheidet. Als Bild auf der Rückseite des Beihefts wurde das Bild einer langhaarigen Frau mit auf der Brust eingeritztem brennendem Herzen gewählt, welches ebenso im Beiheft der normalen Version, dort jedoch unter dem Lied Lilith, enthalten ist.

### Musikvideos
Zu den drei Liedern Poupée de cire, poupée de son, Je n’ai besoin que de tendresse und J’ai le mal de toi wurden Musikvideos gedreht, die auch im offiziellen YouTube-Kanal der Band frei abrufbar sind. Die beiden erstgenannten Videos spielen in einer kleinen Bar und zeigen ein inszeniertes Konzert der Band vor einigen Anhängern der Metal-Szene. Bei Poupée de cire, poupée de son sitzen die Gäste anfangs noch friedlich an ihren Tischen und schauen mehrheitlich gelangweilt der Band auf der kleinen Bühne zu; eine Frau gähnt, ein Mann zeigt den Stinkefinger in Richtung Bühne, und die Leute sind in Gespräche verwickelt. Es folgt eine minutenlange Szene, in der die Gäste mit ihren alkoholischen Getränken anstoßen und diese dann auch trinken. Durch die Wirkung des Alkohols finden die Leute immer mehr Gefallen am Konzert und fangen an zu lachen sowie leicht zu headbangen. Die enthemmende Wirkung des Alkohols zeigt sich ebenso an einem Pärchen, welches zunächst küssend in der Bar hockt, kurz darauf jedoch auf eine der Toiletten verschwindet und dort Geschlechtsverkehr hat. Währenddessen bricht in der Bar ein Streit zwischen zwei Männern aus, welcher in einer Schlägerei endet, zum Vergnügen der anderen Gäste, welche in einem Kreis stehend der Rauferei zusehen und sie bejubeln. Das Ende des Clips bilden kurze aufeinanderfolgende Szenen zwischen dem Pärchen auf der Toilette, der Schlägerei und einer jungen Frau, die stark alkoholisiert mitten in der Bar zusammenbricht und sich auf den Boden übergibt.
Im Musikvideo Je n’ai besoin que de tendresse sind die gleichen Gäste von Beginn an ausgelassen feiernd zu sehen, einige davon nun wild headbangend direkt vor der Bühne. Die Stimmung wird weiter angeheizt, als zwei Gogo-Tänzerinnen einen Käfig betreten und anfangen, an einer Stange zu tanzen. Auch in diesem Clip ist das Pärchen beim Sex in der Toilette zu sehen. Im Gegensatz zum ersten wird dieses Lied von Thomas Vikström und nicht von Lori Lewis gesungen; diese zieht sich mit dem Mann, welcher ihr ihm ersten Clip den Stinkefinger gezeigt hatte, in ein Zimmer zurück. Dort schlüpft sie in die Rolle der Domina und beginnt ihn offensichtlich für diese Obszönität zu bestrafen, indem sie ihn auspeitscht. Auch dieses Video endet wieder mit der auf dem Boden liegenden, sich übergebenden gleichen Frau aus dem ersten Musikvideo; diese war zwischenzeitlich in kurzen Szenen auch wieder wohlauf tanzend in der Bar zu sehen.
Das Musikvideo zu J’ai le mal de toi beschäftigt sich thematisch mit dem Suizid von Betty Mars, der ursprünglichen Interpretin des Liedes. Betty Mars wird von der Therion-Sängerin Lori Lewis gespielt, die wechselnd liegend oder sitzend auf einem Bett zu sehen ist und ihren Abschiedsbrief schreibt. Unterbrochen werden diese Szenen mit Aufnahmen von Thomas Vikström, welcher singend auf einem Friedhof inmitten verschiedener Skulpturen umherstreift. Nachdem Betty Mars die Worte Adieu mes amis et mon amour niederschreibt, ist sie mit einem Glas Wein auf den Balkon ihrer Wohnung herauslaufend und auf das Geländer kletternd zu sehen. Nachdem sie noch einen Schluck nimmt, lässt sie das Glas auf den Balkon fallen; anschließend springt sie vom Balkon herab. Die letzten Aufnahmen des Clips zeigen die nun fallende Betty Mars, nochmals Thomas Vikström auf dem Friedhof und danach eine Widmung in Gedenken der Band an Betty Mars. Der Umstand der Selbsttötung von Betty Mars durch den Sprung aus ihrer Wohnung entspricht zwar der wahren Gegebenheit, während der Sprung in Wirklichkeit jedoch aus einem Fenster stattgefunden hat. Ebenso sind die im Clip gezeigten letzten Worte eine freie Interpretation der Band.
Wie das Album an sich wurden auch alle drei Videoclips von Christofer Johnsson selbst finanziert.

## Titelliste
| #   | Titel                           | Länge | Originalkomponist | Originalinterpret | Originalerscheinung |
| --- | ------------------------------- | ----- | ----------------- | ----------------- | ------------------- |
| 1.  | Poupée de cire, poupée de son   | 2:51  | Serge Gainsbourg  | France Gall       | 1965                |
| 2.  | Une Fleur dans le cœur          | 3:03  |                   | Victoire Scott    |                     |
| 3.  | Initials B.B.                   | 3:44  | Serge Gainsbourg  | Serge Gainsbourg  |                     |
| 4.  | Mon amour, mon ami              | 4:35  |                   | Marie Laforêt     |                     |
| 5.  | Polichinelle                    | 2:28  |                   | France Gall       |                     |
| 6.  | La Maritza                      | 3:54  |                   | Sylvie Vartan     |                     |
| 7.  | Sœur Angélique                  | 3:05  |                   | Annie Philippe    | 1967                |
| 8.  | Dis-moi poupée                  | 3:24  |                   | Isabelle          | 1968                |
| 9.  | Lilith                          | 2:30  |                   | Léonie            |                     |
| 10. | En Alabama                      | 2:39  |                   | Léonie            |                     |
| 11. | Wahala Manitou                  | 2:34  |                   | Léonie            |                     |
| 12. | Je n’ai besoin que de tendresse | 2:14  |                   | Claire Dixon      | 1967                |
| 13. | La Licorne d’or                 | 2:45  |                   | Victoire Scott    |                     |
| 14. | J’ai le mal de toi              | 2:51  |                   | Betty Mars        | 1974                |
| 15. | Poupée de cire, poupée de son   | 2:31  | Serge Gainsbourg  | France Gall       |                     |
| 16. | Les sucettes (Bonustitel)       | 2:40  | Serge Gainsbourg  | France Gall       |                     |

## Rezeption
Therion selbst listet auf ihrer Homepage Links zu anderen Homepages mit Rezensionen auf. Gleichzeitig führt sie die Statistik auf, dass von den verlinkten 113 Reviews 78 % positive und 22 % negative oder durchschnittliche Rezeptionen auf das Album fallen. Die unterschiedlichen Meinungen über das Album zeigt sich beispielsweise auch im Soundcheck von Powermetal.de, in welcher es eine sehr große Spanne von Benotungen zwischen 2.0 und 9.0 erhielt.
Vielfach gelobt wurde die Band für den Mut zu einem solchen Album, stellt es doch ein beträchtliches Risiko dar, besonders in Bezug auf die Akzeptanz der französischen Sprache bei einer mehrheitlich Englisch und Deutsch sprechenden Fangemeinde.

„Von Musikern wird oft Mut gefordert – Mut zur Innovation, zum Überschreiten der Genre-Grenzen. […] LES FLEURS DU MAL ist solch ein Experiment. Und dass die Platte derart überrascht, ist an sich schon erstaunlich, schließlich ist Chef Christofer Johnsson wahrlich nicht für Repetition bekannt. Was er uns zum 25-jährigen Band-Jubiläum von Therion als Geschenk auftischt, ist jedoch selbst für seine Verhältnisse krasser Stoff.“

Bezüglich des Gesangs konnten sich nicht alle Kritiker mit der Stimme von Sängerin Lori Lewis anfreunden:

„Schon der erste Song strengt wegen des Gesangs von Lori einfach unglaublich an. […] Mir stellen sich bei der Tonlage aber die Nackenhaare auf.“

„Der Gesang der Sängerinnen ist für meinen Geschmack zu opulent, zu überladen.“

Andere hingegen lobten ihre Stimme:

„‚Polichinelle‘ steigert das Tempo und ist ebenfalls ein Hammer-Arrangement mit genialem Gesang von Lori Lewis“

Der Gesang von Thomas Vikström sorgte besonders beim Lied Je n’ai besoin que de tendresse für Kontroversen:

„Einen Totalausfall würde ich hingegen bei Je n‘ai besoin que de tendresse annehmen, in dem Sänger Thomas Vikström das so mühsam harmonische aufgebaute Klangbild […] durch völlig überzogene Kopfstimmen-Melodieläufe eines Rob Halfords […] zerstört“

„So richtig powermetallig wird es bei ‚Je N’ai Besoin Que De Tendresse‘ und Thomas singt in bisher unbekannten Höhen im Stile eines Rob Halford.“

Eine eher typische Kritik, mit der sich schon diverse Therion-Alben zuvor auseinandersetzen mussten, ist die Aussage, dass sich die Musik dem Hörer nicht schon beim ersten Anhören erschließt:

„Für große Irritation sorgt dies im ersten Durchgang auf jeden Fall, […] und die Songs wieder und wieder hören muss, um ihre ganze Bipolarität erfassen zu können. Das Album benötigt also mehrere Durchläufe, aber das ist man ja von Therion gewohnt.“

„Ja, man muss sich sicher auf das Konzept einlassen und das Ganze ein paarmal bewusst hören, […]“